# Rozvadov
Rozvadov település Csehországban, Tachovi járásban. Rozvadov Hošťka, Třemešné, Lesná, Přimda, Waidhaus és Eslarn településekkel határos. Lakosainak száma 790 fő (2024. január 1.).

## Népesség
A település lakosságának változását az alábbi diagram mutatja:
| Lakosok száma | 3410 | 3255 | 3261 | 789  | 746  | 684  | 703  | 735  | 718  | 790  |
|               | 1869 | 1890 | 1921 | 1950 | 1980 | 2001 | 2017 | 2019 | 2022 | 2024 |